# Södermanlands runinskrifter 56
Södermanlands runinskrifter 56, Fyrbystenen, är ett vikingatida runblock i Fyrby i Blacksta socken i Södermanland, omkring 15 kilometer söder om Flen.

## Beskrivning
Runorna är ristade på ett flyttblock i grå granit, tre gånger tre meter stort och två meter högt. Själva ristningen är 1,9 meter hög och 0,7 meter bred. Runhöjden är 8–11 centimeter. Omkring tjugo meter sydväst om ristningen återfinns 4–5 gropar som möjligen är förstörda fornlämningar.
Inskriften består av runtext inom en slinga på flyttblockets norra sida. Den är klassificerad som tillhörande runstensstilen RAK, en äldre stil där runslingans ändar är rak och som saknar djurbilder. Inskriften anses vara något gåtfull, eftersom den inleds med pronomenet "Jag", vilket rentav skulle kunna tolkas som att stenen själv talar till sin läsare. Stenen är också känd för sin referens till Midgård, en av de nio världarna inom den fornnordiska kosmologin, och den som bebos av människor.
Inskriften är ett minnesmärke efter en far gjort av hans båda söner, som dessutom skryter om sin runskicklighet, eftersom texten hävdar att bröderna var runkunnigast i Miðgarði eller Midgård. Ett av personnamnen i inskriften innehåller namnet på den fornnordiska guden Frej som ett teoforiskt namnelement. Faderns namn, Freysteinn, betyder "Frejs sten". Dessutom kan Hár ("hög") i namnet Hásteinn ("Hög sten") syfta på ett binamn till Oden. Namnen på Fyrbyblocket speglar också ett vanligt bruk i tidens skandinaviska namnskick, i det att ett element i en förälders namn återkommer i barnens namn. I detta fall återkommer steinn från faderns namn, Freysteinn, i sönernas namn, Hásteinn och Holmsteinn, för att visa släktskapet.
Att sönerna satte stafa marga eller "stavar många" till sin fars minne kan syfta på runstavarna i texten. Två andra inskrifter, DR 40 i Randbøl och Sm 16 i Nöbbele använder explicit ordet "stav" för runor. Andra inskrifter använder ordet om att resa en stav som ett minnesmärke; dessa är Sö 196 på Selaön, Vs 1 vid Stora Rytterne kyrka, U 226 i Bällsta strax söder om Vallentuna, den nu förlorade U 332 i Vreta och den nu förlorade U 849 i Balingsta.

## Inskrift
Ristningen lyder:
ᛁᛅᚴ᛫ᚢᛅᛁᛏ᛬ᚼᛅᛋᛏᛅᛁᚾ᛬ᚦᛅ᛬ᚼᚢᛚᛘᛋᛏᛅᛁᚾ᛬ᛒᚱᚢᚦᚱ᛫ᛘᛂᚾᚱ᛬ᚱᚢᚾᛅᛋᛏᛅ᛬ᛅ᛬ᛘᛁᚦᚴᛅᚱᚦᛁ᛬ᛋᛂᛏᚢ᛬ᛋᛏᛅᛁᚾ᛬ᛅᚢᚴ᛬ᛋᛏᛅᚠᛅ᛬ᛘᛅᚱᚵᛅ
ᛂᚠᛐᛁᛦ᛫ᚠᚱᛅᚤᛋᛏᛅᛁᚾ᛬ᚠᛅᚦᚢᚱ᛫ᛋᛁᚾ

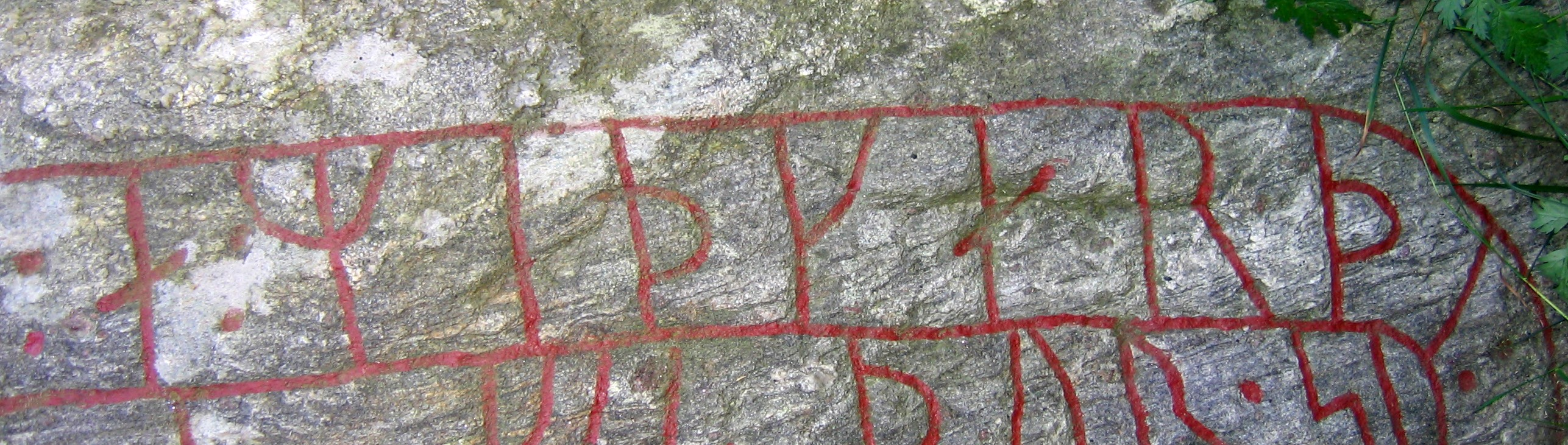
Runorna a : miþkarþi, á Miðgarði, "i Midgård."

Translittererat med latinska bokstäver:
iak * uait : hastain : þa : hulmstain : bryþr * menr : rynasta : a : miþkarþi : setu : stain : auk : stafa : marga eftiR * fraystain * faþur * sin *
Transkriberat till fornnordiska:
Iak væit Hastæin þa Holmstæin brøðr mænnr rynasta a Miðgarði, sattu stæin ok stafa marga æftiʀ Frøystæin, faður sinn.
Översatt till svenska:
"Jag vet Håsten och Holmsten, bröderna, vara runkunnigast bland män i Midgård. De satte stenen och stavar många efter Frösten fader sin."

## Allitererande vers
Det har påpekats att inskriften på Fyrbyblocket kan läsas som en allittererande vers som kallas fornyrdislag:
| Ek veit Hastein þa Holmstein brœðr mennr rynasta á Miðgarði settu stein ok stafa marga eftir Frøsten faður sin[9] | Jag vet Håsten och Holmsten, bröderna, vara runkunnigast bland män i Midgård De satte stenen och stavar många efter Frösten fader sin |  |

### Fotnoter
1. ↑  28:1, Riksantikvarieämbetets Fornsök.
2. 1 2 3  Jesch, Judith (1998). Hoops, Johannes et al. red. Reallexikon der Germanischen Altertumskunde. Walter de Gruyter. sid. 462–475. ISBN 3-11-015455-2. http://books.google.com/books?id=KYqsisEVQHEC&printsec=frontcover&source=gbs_navlinks_s#v=onepage&q=&f=false s. 471-472.
3. ↑  Grimm, Jacob; Stallybrass, James Steven (övers.) (1888). Teutonic Mythology (4). London: George Bell and Sons. sid. 1355. http://books.google.com/books?id=CBEVAAAAYAAJ&printsec=frontcover&source=gbs_navlinks_s#v=onepage&q=&f=false
4. ↑  Cleasby, Richard; Vigfússon, Guðbrandur (1878). An Icelandic-English Dictionary. Clarendon Press. sid. 243–244. http://books.google.com/books?id=RnEJAAAAQAAJ&printsec=frontcover&source=gbs_navlinks_s#v=onepage&q=&f=false
5. ↑  Peterson, Lena (2002). Bandle, Oskar; Elmevik, Lennart et al. red. The Nordic Languages: An International Handbook of the History of the North Germanic Languages. "1". Walter de Gruyter. sid. 745–753. ISBN 3-11-014876-5. http://books.google.com/books?id=P6bMn9c6musC&printsec=frontcover&source=gbs_navlinks_s#v=onepage&q=&f=false s. 750.
6. 1 2 3  Zilmer, Kristel (avhandling 2005). "He Drowned in Holmr's Sea - His Cargo-Ship Drfted to the Sea-Bottom, Only Three Came Out Alive": Records and Representations of Baltic Traffic in the Viking Age and Early Middle Ages in Early Nordic Sources. Tartu University Press. sid. 156. ISBN 9949-11-090-4. Arkiverad från originalet den 20 juli 2011. https://web.archive.org/web/20110720131505/http://www.fl.ut.ee/orb.aw/class%3Dfile/action%3Dpreview/id%3D110134/zilmer.pdf. Läst 21 oktober 2012 Arkiverad 20 juli 2011 hämtat från the Wayback Machine.
7. 1 2  Samnordisk Runtextdatabas, Sö 56.
8. ↑  ”Håsten och Holmsten”. Sörmlands museum. Arkiverad från originalet den 18 april 2013. https://archive.is/20130418092553/http://www.sormlandsmuseum.se/Sormlandsmuseum/Utstallningar/Webbutstallningar/Roster-i-Flen/F-I/Hasten-och-Holmsten/.
9. ↑  ”Skaldic Poetry of the Scandinavian Middle Ages”. Arkiverad från originalet den 18 maj 2011. https://web.archive.org/web/20110518040755/http://skaldic.arts.usyd.edu.au/db.php?table=verses&id=10055. Läst 21 oktober 2012.